# Askartza
Askartza és un poble (concejo) de la Zona Rural Est de Vitòria, al territori històric d'Àlaba.

## Geografia
Situat a l'est del municipi, al peu de la carretera A-132 entre les localitats de Vitòria, 6 km del centre, a l'oest i continuant en direcció est fins a Argandoña, Andollu i Santikurutze Kanpezu.

## Demografia
Té una població de 57 habitants. L'any 2010 tenia 59 habitants.
| 2000 | 2001 | 2002 | 2003 | 2004 | 2005 | 2006 | 2007 |
| ---- | ---- | ---- | ---- | ---- | ---- | ---- | ---- |
| 57   | 60   | 58   | 62   | 62   | 60   | 60   | 57   |

## Història
Un dels 43 llogarets que s'uniren a Vitòria en diferents temps i ocasions i que en segregar-se en 1840 la Quadrilla d'Añana va romandre en la Quadrilla de Vitoria.